# 能久親王妃富子
能久親王妃富子（よしひさしんのうひ とみこ、文久2年閏8月8日〈1862年10月1日〉- 1936年〈昭和11年〉3月20日）は、日本の皇族。北白川宮能久親王妃。

## 生涯
宇和島藩最後の藩主だった伊達宗徳（のちに侯爵）の次女。後に旧薩摩藩国父の島津久光（のちに公爵）の養女となる。
1886年（明治19年）7月10日に北白川宮能久親王と結婚。能久親王の信頼も厚く、日清戦争が始まった1894年（明治27年）には明治天皇のご機嫌伺いに広島の大本営へ遣わされた。 翌1895年（明治28年）10月28日、台湾に出征（乙未戦争）した能久親王が台南で病没、富子妃は満33歳で未亡人となる。
1901年（明治34年）10月20日、宮地厳夫掌典が奉持する御霊代とともに、装甲巡洋艦浅間に乗艦し渡台し、24日午前10時に基隆港に到着した。盛大な奉迎の中台北入りして台湾総督官邸に滞在し、10月27日の台湾神社鎮座式に参列。翌10月28日（能久親王の命日）の例大祭で玉串を捧げて拝礼した。
神社創建に際し、次の和歌を献じた。
| 「                                       | このしまの あらむかぎりは かがやかむ 名もたかさごの 神のみいつは | 」 |
| —北白川宮大妃富子（『臺灣神社誌』 より） |                                                                  |    |

10月30日にも再度同神社に参拝し、11月4日には、台南の北白川宮御遺跡所（のちの台南神社）にも参拝している。また渡台にあたり、10月26日付で慈善金5000円を下賜した。
能久親王との間にもうけた一子成久王が北白川宮を継承したが、能久親王にはこのほかにも5人の側室との間に10人の子女があり、富子妃はその教育にも力を傾けた。中には、死後、親王の実子であると確認された上野正雄伯爵や二荒芳之伯爵もいた。子女との関係は円満で、親しく一堂に会しては四方山話を楽しんだ。また義理の娘（嫁）となった成久王妃房子内親王（北白川宮妃）や恒久王妃昌子内親王（竹田宮妃）も、富子大妃を「おたたさま」と呼び慕った。
子女教育も一段落ついた1923年（大正12年）4月1日、最愛の成久王を留学先のフランスで自動車事故で失うという悲劇に見舞われる。その悲しみからか以後は葉山の別邸でひっそりと過ごすようになった。
1926年（大正15年）秋、再度渡台。10月28日（例大祭）に台湾神社、10月30日に台南神社、そして11月1日に再度台湾神社へ参拝したのが数少ない表立った行動だった。
1936年（昭和11年）3月19日午後10時30分、突如呼吸困難に陥る。肺うっ血の様子であったが、手当の甲斐なく20日午前3時にチアノーゼを呈し、午前11時に不整脈の触診も困難となって危篤となる。同日午前11時40分、葉山の北白川宮別邸にて薨去した。満73歳、数え年75歳。
同年3月26日午前8時50分、亡骸は高輪の北白川宮家を発ち、豊島岡墓地で葬儀が行われた。

## 栄典
勲章等
| 受章年                     | 略綬 | 勲章名                   | 備考 |
| -------------------------- | ---- | ------------------------ | ---- |
| 1888年（明治21年）11月1日  |      | 勲一等宝冠章             |      |
| 1889年（明治22年）11月29日 |      | 大日本帝国憲法発布記念章 |      |
| 1890年（明治23年）5月22日  |      | 日本赤十字社名誉社員章   |      |
| 1906年（明治39年）4月1日   |      | 明治三十七八年従軍記章   |      |
| 1928年（昭和3年）11月10日  |      | 大礼記念章（昭和）       |      |